# کلانییا

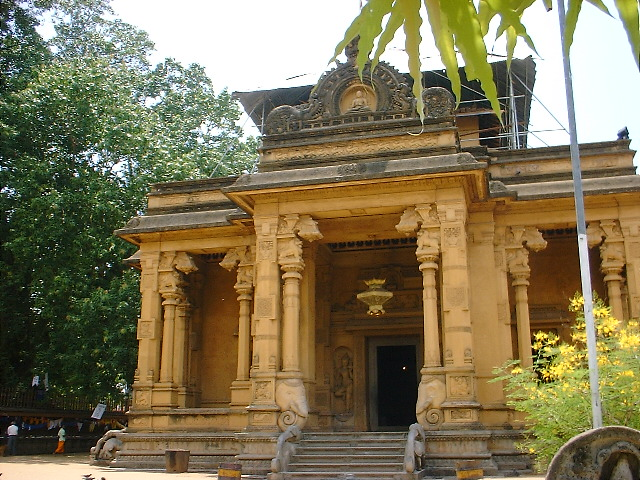
معبد کلانییا.

کلانییا (انگلیسی: Kelaniya) شهری در استان غربی کشور سری‌لانکا است که به‌دلیل معبد بودایی ساخته‌شده در ساحل رودخانه کلانی مشهور است.